# Michael Sideris

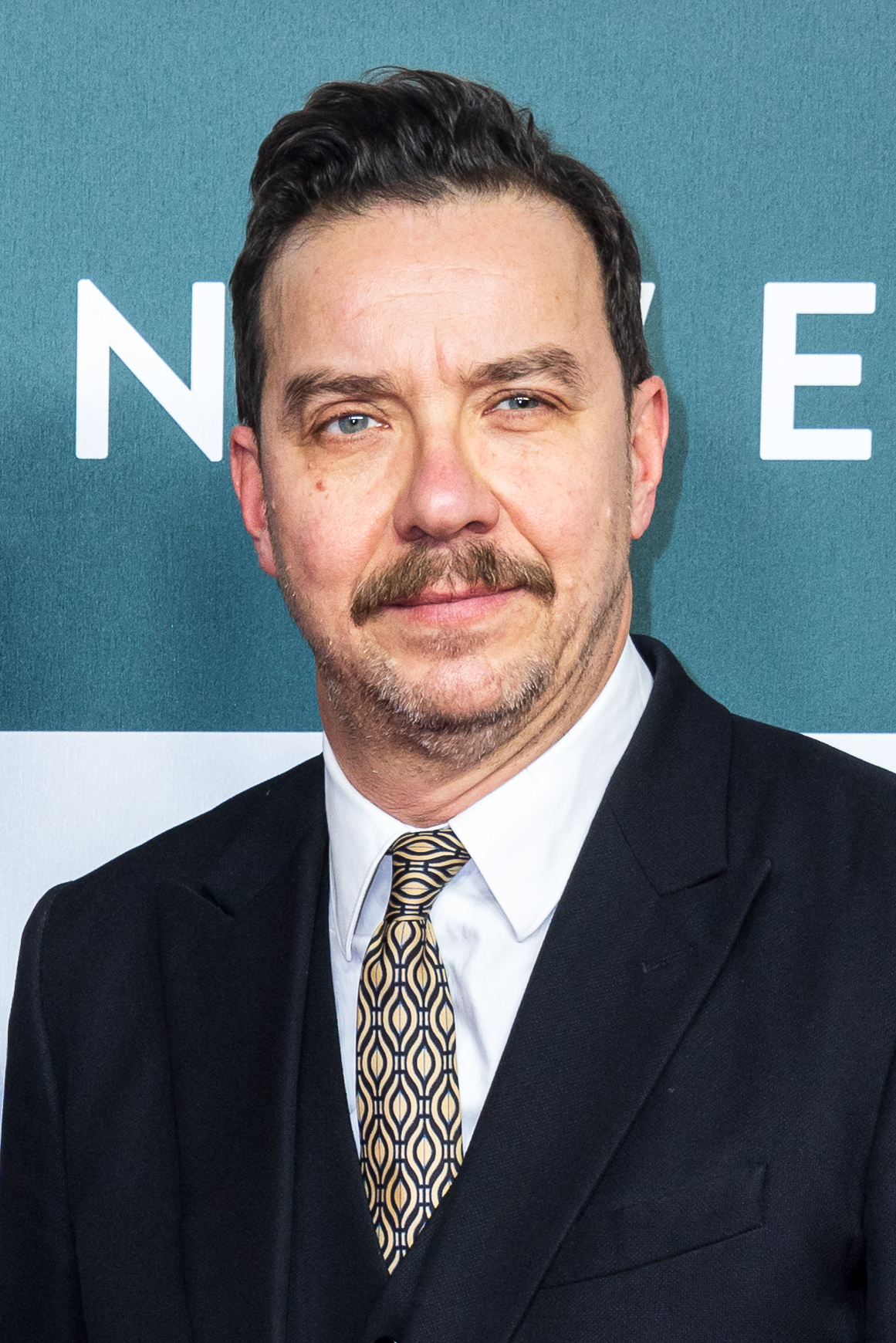
Michael Sideris, 2023

Michael Sideris (* 26. August 1964 in Sindelfingen) ist ein deutscher Schauspieler.

## Leben
Michael Sideris absolvierte seine künstlerische Ausbildung an der Schauspielschule Bochum. Erste Engagements führten ihn 1988 an das Schauspiel Bonn und 1991 an das Potsdamer Hans Otto Theater. Ab 1994 war Sideris freischaffend tätig und von 2008 an im Theater unterm Dach und der Volksbühne in Berlin zu sehen. Seit 2012 ist er Gastschauspieler am Bochumer Schauspielhaus. Unter dem Titel Carol King. Queen of the Beach gestaltete er zwischen 2012 und 2014 musikalische Liederabende mit seiner Kollegin und Lebenspartnerin  Katharina Lindner.
Sein Kameradebüt hatte Michael Sideris in der Serie Sag mal Aah!, in der er 1991 in 27 Folgen die Rolle des Christoph Winkler verkörperte. Im Jahr 2000 sah man ihn als treuen FC Schalke 04-Fan Bernie neben Uwe Ochsenknecht und Ralf Richter in der Komödie Fußball ist unser Leben. Sideris spielte weiter Episodenrollen in bekannten Serien wie Einsatz in Hamburg, SOKO Wismar oder Der Dicke sowie in drei Tatort-Folgen. Dem jüngeren Publikum ist er aus der Kinderserie Tiere bis unters Dach bekannt, wo er von 2010 bis 2022 in 78 Folgen den Bauern Vinzenz Grieshaber darstellte.
Michael Sideris lebt in Frankfurt am Main und Berlin.

## Filmografie (Auswahl)
- 1991: Sag mal Aah! (27 Folgen als Christoph Winkler)
- 1993: Auf eigene Gefahr
- 1998: Totalschaden
- 1999: Absolute Giganten
- 2000: Fußball ist unser Leben
- 2001: Delta Team – Auftrag geheim! – Der Zeuge
- 2002: Baader
- 2003: Nur Anfänger heiraten
- 2004: Tatort – Heimspiel
- 2004: Doppelter Einsatz – Harte Bandagen
- 2004: Samba in Mettmann
- 2004: Aus der Tiefe des Raumes
- 2005: Einsatz in Hamburg – Superzahl: Mord
- 2005: Der Dicke – Flächenbrand
- 2005: Tatort – Am Abgrund
- 2005–2008: Die Gerichtsmedizinerin (12 Folgen als Dr. Horst)
- 2006: SOKO Wismar – Blind Date
- 2006: Das Duo – Unter Strom
- 2007: Die Familienanwältin (2 Folgen als Staatsanwalt Schönfeld)
- 2007: Der Mann an ihrer Seite
- 2008–2011: Schloss Einstein (4 Folgen)
- 2009: Männersache
- 2009: Die Liebe der Kinder
- 2009: Der kleine Mann – Bunz der Bonze
- 2010–2022: Tiere bis unters Dach
- 2010: Tatort – Die Unsichtbare
- 2012: Der Staatsanwalt – Mord am Rhein
- 2013: Quellen des Lebens
- 2013: Heiter bis tödlich: Zwischen den Zeilen – Beschwingte Swinger
- 2014: Reiff für die Insel – Katharina und die Dänen (Fernsehreihe)
- 2014: Rico, Oskar und die Tieferschatten
- 2014: Der Fall Bruckner
- 2015: Eine wie diese
- 2016: Tatort – Der König der Gosse
- 2017: Ostfriesenkiller
- 2018: Der Kriminalist – Fenster zum Hof
- 2019: Tatort – Hüter der Schwelle
- 2020: Die Chefin (Fernsehserie, Folge 63 Abgehängt)
- 2020: Der Barcelona-Krimi – Blutiger Beton
- 2021: Eine riskante Entscheidung
- 2022: SOKO Stuttgart (Fernsehserie, Folge Krankes System)
- 2023: Bis ans Ende der Nacht
- 2023: Morden im Norden (Fernsehserie, Folge Unter Strom)
- 2024: Tatort – Lass sie gehen